# يوحنا الصليب
كان يوحنا الصليب (سان خوان دي لا كروز) (24 من يونيو 1542م – 14 من ديسمبر 1591م)، واسمه الأصلي خوان دي ييبيس الفاريز شخصية رئيسية في الإصلاح المضاد، ومتصوفًا إسبانيًا، وقديسًا كاثوليكيًا، وراهبًا كرمليًا وكاهنًا، وُلِد في فونتيفيروس، في كاستيلا القديمة لأسرة يهودية تحولت إلى المسيحية.
كان القديس يوحنا الصليب مُصلحًا للرهبنة الكرملية. ويُعد هو وتيريزا الأفيلاوية مؤسسا رهبنة الكرمليين الحفاة. وهو معروف أيضًا بكتاباته. فيُعَد كل من شِعره ودراساته عن نضج الروح أفضل ما كُتِب في الأدب الإسباني التصوفي وإحدى قمم الأدب الإسباني إجمالاً. وقد تطوب كقديس في عام 1726م على يد البابا بندكت الثالث عشر. وهو واحد من ملفاني الكنيسة الثلاث وثلاثين. وعندما أُدرِج يوم عيده في التقويم الروماني العام في عام 1738م، تحدد في البداية يوم 24 من نوفمبر، إذ اعترض تاريخ وفاته اليوم الثامن بعد عيد الحمل بلا دنس الذي كان يُحتفَل به آنذاك. وقد زال هذا المانع في عام 1955م، وتغير يوم عيده في عام 1969م ليوافق يوم وفاته، وهو 14 من ديسمبر.

## روابط خارجية
- يوحنا الصليب على موقع الموسوعة البريطانية (الإنجليزية)
- يوحنا الصليب على موقع ميوزك برينز (الإنجليزية)
- يوحنا الصليب على موقع إن إن دي بي (الإنجليزية)
- يوحنا الصليب على موقع ديسكوغز (الإنجليزية)
- يوحنا الصليب على موقع ديسكوغز (الإنجليزية)